# 29-та флотилія підводних човнів Крігсмаріне
29-та флотилія підводних човнів Крігсмаріне (нім. 29. Unterseebootsflottille) — з'єднання, флотилія підводних човнів військово-морських сил Третього Рейху за часів Другої світової війни.

## Історія формування
29-та флотилія була заснована в грудні 1941 року під командуванням корветтен-капітана Франца Беккера з базуванням формування в італійській Ла-Спеції. Оперативним районом цієї флотилії, яка мала у своєму розпорядженні підводні човни типу VIIB і VIIC, було лише Середземне море й діяла вона переважно проти союзних конвоїв. У серпні 1943 року штаб флотилії було переведено до французького Тулона, частка німецьких підводних човнів базувалася у ВМБ Марсель і Саламін. У вересні 1944 року Флотилію було розформовано, коли 19 вересня було затоплено U-407, а два останніх підводних човни 29-ї флотилії, U-565 і U-596, були затоплені в Саламіні (Греція).

## ПЧ, що входили до складу 29-ї флотилії
| Тип       | Кількість | Номер ПЧ |
| --------- | --------- | --- |
| типу VIIB | 3         | U-73, U-74, U-83 |
| типу VIIC | 49        | U-77, U-81, U-97, U-205, U-223, U-230, U-301, U-303, U-331, U-343, U-371, U-372, U-374, U-375, U-380, U-407, U-409, U-410, U-414, U-421, U-431, U-443, U-450, U-453, U-455, U-458, U-466, U-471, U-557, U-559, U-562, U-565, U-568, U-573, U-577, U-586, U-593, U-596, U-602, U-605, U-616, U-617, U-642, U-652, U-660, U-755, U-952, U-967, U-969 |

## Командири
| Час                         | Командир флотилії                 |
| --------------------------- | --------------------------------- |
| грудень 1941 — травень 1942 | корветтен-капітан Франц Беккер    |
| травень 1942 — липень 1943  | корветтен-капітан Фріц Фрауенгайм |
| липень 1943 — вересень 1944 | корветтен-капітан Гюнтер Ян       |